# Luis Fernández Teijeiro
Luis Fernández Teijeiro (Burela, 27 de septiembre de 1993) es un futbolista español que juega de delantero en el C. D. Arenteiro de la Primera Federación.

## Trayectoria
Nacido en la localidad gallega de Burela, en la provincia de Lugo, Luis Fernández Teijeiro jugó en el Ural CF antes de recalar en las categorías inferiores del Deportivo de La Coruña en 2009, en el paso de cadete a juvenil, después de destacar como goleador en las categorías inferiores del Ural C.F. Desde entonces ha ido progresando hasta llegar al primer equipo.
En la temporada 2011-12, siendo aún juvenil, debuta con el filial en Tercera División. Tras una primera vuelta exitosa, en febrero sufrió una rotura del ligamento cruzado de la rodilla derecha en el campo del S. D. Órdenes. La lesión le mantuvo apartado de los terrenos de juego durante ocho meses, llegando incluso a replantearse colgar las botas, aunque regresó en octubre de 2012.
Después de recuperarse, se convierte en el "hombre gol del Fabril", marcando 21 goles en 26 partidos de liga y seis tantos en los seis partidos del playoff de ascenso, incluyendo un hat-trick en la ida de la final por el ascenso ante El Palo. A pesar de eso, el Deportivo "B" no pudo lograr el ascenso después de un partido de vuelta polémico en el campo de San Ignacio.
Su buena labor en el filial le valió para hacer la pretemporada con el primer equipo, debutando y marcando tres goles el 18 de julio contra el Lemos, de regional preferente. Su debut oficial fue el 17 de agosto, saliendo como titular en la primera jornada de la Segunda División frente a la Unión Deportiva Las Palmas, que culminó en victoria para el conjunto gallego por 0-1 en Gran Canaria. El primer gol de Luis Fernández con la camiseta blanquiazul fue en su primer partido en la Copa del Rey, el 11 de septiembre de 2013, en el estadio Nuevo Arcángel de Córdoba, y su primer gol en liga tuvo lugar el 3 de noviembre del mismo año, ante el Real Madrid Castilla.
El 18 de julio de 2014 se hizo oficial su cesión al C. D. Lugo para la temporada 2014-15. Un año más tarde, el 7 de agosto de 2015, se anunció nuevamente su salida en calidad de préstamo a la S. D. Huesca para la temporada 2015-16. El 30 de junio de 2016 acabó su cesión en la S. D. Huesca y se reincorporó a las filas del Deportivo de La Coruña.
El 31 de julio de 2018 el UCAM Murcia confirmó su fichaje, regresando a un club en el que ya estuvo en la temporada 2016-17 en Segunda División, cuando fichó por el club murciano procedente del A. D. Alcorcón.
Tras esta segunda etapa en el equipo murciano, probó suerte en el extranjero. En 2019 se marchó a la Superliga de Grecia para jugar en el Asteras Trípoli, convirtiéndose en el jugador español que más goles había marcado para este equipo. Después de dos años en Grecia, Fernández Teijeiro se fue al Khor Fakkan Club de Emiratos Árabes Unidos, donde permaneció media temporada antes de recalar el 11 de enero de 2022 en el Wisła Cracovia. En su primera temporada con uno de los clubes históricos del fútbol polaco, el delantero español no pudo evitar el descenso del Wisła de la Ekstraklasa a la I Liga, segunda categoría del sistema de ligas de Polonia. Sin embargo, en su segunda campaña con los Biała Gwiazda fue el máximo anotador del equipo, ayudando al Wisła a luchar por el ascenso a primera división. Se marchó en el mes de julio al Lechia Gdańsk con el objetivo de ayudar al club a regresar a la Ekstraklasa.
Después de abandonar Polonia estuvo varias semanas entrenando con el C. D. Arenteiro, equipo por el que fichó a inicios de 2025.

## Estadísticas
Actualizado al último partido jugado el 22 de mayo de 2023.
| Club                                      | Div.          | Temporada     | Liga  | Liga  | Copas nacionales(1) | Copas nacionales(1) | Total | Total | Media goleadora |
| Club                                      | Div.          | Temporada     | Part. | Goles | Part.               | Goles               | Part. | Goles | Media goleadora |
| ----------------------------------------- | ------------- | ------------- | ----- | ----- | ------------------- | ------------------- | ----- | ----- | --------------- |
| Deportivo de La Coruña B · España         | 3.ª           | 2011-12       | 15    | 4     | -                   | -                   | 15    | 4     | 0,27            |
| Deportivo de La Coruña B · España         | 3.ª           | 2012-13       | 26    | 21    | 6                   | 6                   | 32    | 27    | 0,84            |
| Deportivo de La Coruña B · España         | Total club    | Total club    | 41    | 25    | 6                   | 6                   | 47    | 31    | 0,66            |
| Deportivo de La Coruña · España           | 2.ª           | 2013-14       | 28    | 5     | 2                   | 1                   | 30    | 6     | 0,20            |
| Deportivo de La Coruña · España           | Total club    | Total club    | 28    | 5     | 2                   | 1                   | 30    | 6     | 0,20            |
| C. D. Lugo · España                       | 2.ª           | 2014-15       | 25    | 5     | 1                   | 0                   | 26    | 5     | 0,23            |
| C. D. Lugo · España                       | Total club    | Total club    | 25    | 5     | 1                   | 0                   | 26    | 5     | 0,23            |
| S. D. Huesca · España                     | 2.ª           | 2015-16       | 28    | 4     | 1                   | 1                   | 29    | 5     | 0,17            |
| S. D. Huesca · España                     | Total club    | Total club    | 28    | 4     | 1                   | 1                   | 29    | 5     | 0,17            |
| A. D. Alcorcón · España                   | 2.ª           | 2016-17       | 4     | 0     | 1                   | 1                   | 5     | 1     | 0,17            |
| A. D. Alcorcón · España                   | Total club    | Total club    | 4     | 0     | 1                   | 1                   | 5     | 1     | 0,17            |
| UCAM Murcia Club de Fútbol · España       | 2.ª           | 2016-17       | 5     | 0     | 0                   | 0                   | 5     | 0     | 0               |
| UCAM Murcia Club de Fútbol · España       | Total club    | Total club    | 5     | 0     | 0                   | 0                   | 5     | 0     | 0               |
| Deportivo de La Coruña B · España         | 2.ªB          | 2017-18       | 12    | 5     | 0                   | 0                   | 12    | 5     | 0,41            |
| Deportivo de La Coruña B · España         | Total club    | Total club    | 12    | 5     | 0                   | 0                   | 12    | 5     | 0,41            |
| UCAM Murcia Club de Fútbol · España       | 2.ªB          | 2018-19       | 17    | 9     | 0                   | 0                   | 17    | 9     | 0,52            |
| UCAM Murcia Club de Fútbol · España       | Total club    | Total club    | 17    | 9     | 0                   | 0                   | 17    | 9     | 0,52            |
| Asteras Trípoli Football Club · Grecia    | 1.ª           | 2019-20       | 25    | 10    | 2                   | 1                   | 27    | 11    | 0,40            |
| Asteras Trípoli Football Club · Grecia    | 1.ª           | 2020-21       | 20    | 7     | 1                   | 0                   | 21    | 7     | 0,33            |
| Asteras Trípoli Football Club · Grecia    | Total club    | Total club    | 45    | 17    | 3                   | 1                   | 48    | 18    | 0,37            |
| Khor Fakkan Club · Emiratos Árabes Unidos | 1.ª           | 2021-22       | 2     | 0     | 0                   | 0                   | 0     | 0     | 0               |
| Khor Fakkan Club · Emiratos Árabes Unidos | Total club    | Total club    | 2     | 0     | 0                   | 0                   | 0     | 0     | 0               |
| Wisła Cracovia · Polonia                  | 1.ª           | 2021-22       | 9     | 3     | 1                   | 0                   | 10    | 3     | 0,30            |
| Wisła Cracovia · Polonia                  | 2.ª           | 2022-23       | 24    | 19    | 2                   | 0                   | 26    | 19    | 0,79            |
| Wisła Cracovia · Polonia                  | Total club    | Total club    | 33    | 22    | 3                   | 0                   | 36    | 22    | 0,61            |
| Total carrera                             | Total carrera | Total carrera | 240   | 92    | 17                  | 10                  | 257   | 102   | 0,39            |